# Weiher am Kleinen Steinberg
Weiher am Kleinen Steinberg este o arie protejată (sit de importanță comunitară — SCI) din Germania întinsă pe o suprafață de 14,59 ha, integral pe uscat.

## Localizare
Centrul sitului Weiher am Kleinen Steinberg este situat la coordonatele 51°22′02″N 9°41′55″E / 51.3672°N 9.6986°E.

## Înființare
Situl Weiher am Kleinen Steinberg a fost declarat sit de importanță comunitară în ianuarie 2005 pentru a proteja 2 specii de animale.

## Biodiversitate
Situată în ecoregiunea continentală, aria protejată conține 2 habitate naturale: Lacuri și iazuri distrofice naturale, Păduri de fag Luzulo-Fagetum.
La baza desemnării sitului se află mai multe specii protejate:
- amfibieni (1): triton cu creastă (Triturus cristatus)
- nevertebrate (1): libelule (Leucorrhinia pectoralis)